# Lutowiska
Lutowiska est une localité polonaise, siège de la gmina de Lutowiska, située dans le powiat des Bieszczady en voïvodie des Basses-Carpates.